# هرمان ویدنمایر
هرمان ویدنمایر (انگلیسی: Herman Wedemeyer؛ ۲۰ مه ۱۹۲۴ – ۲۵ ژانویهٔ ۱۹۹۹) بازیکن حرفه‌ای فوتبال آمریکایی، بازیگر و سیاست‌مدار اهل ایالات متحده آمریکا بود.
از فیلم‌ها یا مجموعه‌های تلویزیونی که وی در آن‌ها نقش داشته‌است، می‌توان به هاوایی فایو-او (۱۹۶۸–۱۹۸۰) اشاره نمود.